# ロリィタ族。
ロリィタ族。（ロリィタぞく、1986年4月16日 - ）は、日本のお笑いタレントである。女性。本名非公表。
2021年5月27日からは、コンビ『チェリーボンボン』のメンバーとして活動。 

## 概要
北海道出身。サンミュージックプロダクション所属。
2005年4月デビュー。日本テレビ『エンタの神様』では、「ZOXY DOLL」（ゾクシー・ドール）という名前で出演していた。
2009年9月から2011年10月まで、コンビ「モラリスト」のメンバーとして活動。なお、モラリストでの芸名は「ろりこ」であった。
コンビ解散後しばらくピンで活動していたが、2020年のM-1グランプリ・女芸人No.1決定戦 THE Wにさいとうあずさ（元ミライパレード）とのコンビ「チェリーボンボン」で出場。その後も、このコンビの活動とも並行して行っていたが、2021年5月27日に正式にチェリーボンボンを結成した。

## 人物
- 身長149cm（公称）
- 靴のサイズは23.5cm
- 口癖は「にゃん」、「うにゃあ」、「うぬうぬ」など
- 好きな食べ物はレバー、嫌いな食べ物はにんじんの甘いやつ（＝グラッセ）
- 初めて買ったCDは、モダンチョキチョキズ[7]
- 母校での文化祭出演の際、英語教師の子供をあやす等の世話好きな一面も
- 陰核にピアスを付けている。伊集院光が聞いた話では、性行為の最中に陰核が切れてピアスが落ちた事があるとのこと[8]。

## 芸名の由来
ロリィタ
趣味であるロリータ・ファッションからきている。Angelic Prettyの服が好きで、2007年11月18日に文化女子大学で開かれたファッションエキスポにもモデルとして出演している。
族
本人が好きだったビジュアル系バンド「華族」（現在は解散）から取ったと思われる。またネタ中にロリィタ系から急に暴走族系に豹変することから、ロリィタ+族（暴走族）という説も。
男女コンビ「ロリィタ一族。」や男女4人組ユニット「ロリィタ華族」として活動していたこともある。

## 来歴
- 麹町学園女子高等学校卒
- 2007年3月、文化女子大学短期大学部 服装学科を卒業。
- 千葉県で母親と団地暮らしをしており、「エンタの神様」公式ウェブサイト（2006年5月27日 AFTER TALK）では総武線を利用していると公表。その後、団地から引越しをしている。
- 好きな芸能人はだいたひかる、ウエンツ瑛士、最近では松山ケンイチなど。
- だいたに憧れて芸人の道を選び[12]、卒業文集に「だいたひかるさんのようになりたい」と書いたというエピソードがある。
- 目下の目標はR-1ぐらんぷりで優勝することだが、2007年は愛奴人形姫子とのコンビでM-1グランプリにも出場。その際に相方が妊娠中だったため芸名は「安定期」（1回戦敗退）。
- ロリータ・ファッションをしており、衣装は自前である[13]。衣装というよりは衣装兼私服[14]。
- 中野区にあるメイドバーで、「ろりこ。」という名前でアルバイトをしていた。後述の自己紹介ネタでの「ろりこ。」とは、この名前を指す[13]。
- 2007年4月から半年間、FMラジオ「ラブPネット・ステーション」（FM世田谷ほか）にレギュラー出演していた。
- フリー芸人として活動していたが2007年5月1日、サンミュージック企画に所属。きっかけはお笑いコンビ三拍子・高倉の結婚式に出席した際、同事務所のブッチャーブラザーズ・ぶっちゃあに誘われたこと[15]。
- ライブでは『エンタの神様』で披露した「不満だぁ～!!」の他、1人コントや物語の名作に変な解釈を付けて語るなどのネタを披露している。
- ライブや『GyaOジョッキー』ではネタ前のつかみとして、「ロリィタ族。こと、ZOXYDOLLこと、ろりこ。こと、本名、「わたなべよしこ」です」というような自己紹介ネタを使うことが多い。
- 一時、脇毛を生やしていたことがあった[16]。
- 2008年7月、髪型を坊主にした。これにより、ネタの最後にかつらを脱いで坊主頭を見せたということもあった[17]。
- 2009年6月ごろ再び坊主頭にする。
- 2009年9月より、畑雅文（はた坊）との男女コンビ「モラリスト」としても活動。
- 2011年10月、コンビ解散。コンビ解散後はピンで活動している。
- 2013年、同じサンミュージック所属のコンビ・マジコーラルとのトークライブ『マジロリ』を、東京・中野の「中野コメディエンヌ」で行っている。
- 2017年4月末をもってTwitterアカウントを消去。情報発信はブログとLINE@で続ける。
- 2017年11月3日、元「モストデンジャラストリオ」、現グレープカンパニー所属の男性芸人「浜辺のウルフ」と結婚。[18]
- 昔はかなり太っていた。
- 2023年4月より、カリガリマキオカリー ロリ店（駒沢）の店長。（2024年7月28日閉店）

## 芸風・キャラ設定

### うさぎ
- キャラ設定として、「うさぎ」というのを多用している。主なものには「おっちょこちょいうさぎ」のネタなど。　
  - 出身地は人間界から遠く離れた、うさぎ界（北海道。本人のウェブサイトの日記より）。　
  - よく使う路線は、うさぎの機関車。切符はニンジン。

### ZOXY DOLL
- 『エンタの神様』に出演していた際のキャラクター。ZOXY DOLLのZOXYは、「ゾクゾクするほどSEXY」もしくは「族」と「セクシー」からきている。「DOLL」は、趣味の人形（主にブライス）集めから来ていると言われている。
- 同番組でのキャッチフレーズは、「冥怒喫茶の堕天使」である。
- 番組で着用している衣装も自前で、本人によると深田恭子が「下妻物語」の記者発表で着ていたものと同じ衣装と言う[19]。商品名は「ローヴ・ア・ラ・フランセーズ」[20]。ブランドは「BABY, THE STARS SHINE BRIGHT」。
- メインのネタである「不満だぁ～!」のネタ中に流れる音楽は、SEX MACHINEGUNSの楽曲『SEX MACHINEGUN』の一部。
- 「GyaOジョッキー」において「私は出ても良いんですけど」や「また出たいです」など、暗に番組から切り捨てられた事を連想する発言をしていた、エンタの神様終了以降はこの芸名を使っておらず事実上の封印となっている、その後芸風は後に形を変え「ヴィジュアル系」「ロリィタなんだもの」に流用された。

### ヴィジュアル系
- ヴィジュアル系のバンドのメンバーやそのファンを題材としたキャラクター、及びそのネタ。メイド風の衣装やロリィタファッションと、叫びと共に豹変するキャラクターはZOXY DOLLの時のものを受け継いでいる（このキャラでの叫び方は「いや～!いやいやいや～!」）。

### ロリィタなんだもの
- 「私がロリィタだからと言って、みんな私のことをバカにします」という振りから始まるもの。ここでもZOXY DOLLのようなキレ芸に入った後で、「だってそれが、ロリィタなんだもの」の台詞とともにロリィタ風ポーズをとる。ただ、ネタの最後はキレ芸のままで終わることが多い。

### ロリオ
- 2009年に『GyaOジョッキー』「髭男爵ナイト」にてロリィタ族。が解雇され出演不可になったために作られたキャラクター。ロリィタ族。の弟で、やんちゃな小学生でありもんじゃ焼き屋で働いているという設定である。自分を「おいら」と呼び、ずれた発言をした場合語尾に「なんちってな」と付ける。ロリィタ族。共々共演の小林アナを敵対視している。

### その他の芸風
- 周りの「痛い」行動や言動を拾って「痛いの痛いのここにいた」というネタにしたものを演じたことがあった。このネタ中にも、叫びの台詞を入れたことがあった。
- きゃりーぱみゅぱみゅに雰囲気が似ているところがあることを利用して、きゃりーぱみゅぱみゅのキャラクターと喋りで出演することがある。
- 「伊集院光のばらえてぃー」では本人の性的嗜好（酔うと性的欲求が高まる、陰核にピアスを開けているなど）を扱ったきわどいネタが多い。
- フリップをめくりながらJITTERIN'JINN「プレゼント」の替え歌で男性芸人との交際経験談を唄う「元カレ全員芸人あるある」。
- 手料理を振る舞うイベントも開催している。

## 出演

### テレビ
- エンタの神様（日本テレビ） キャッチコピーは「冥土喫茶の堕天使」
- ぐるぐるナインティナイン（日本テレビ、2008年3月21日） やば荘のコーナー
- 白黒アンジャッシュ（チバテレビ）
- おはスタ（テレビ東京、2014年2月10日） 『ひなこ姫を起こせ!』に出演
- ゴッドタン（テレビ東京、2016年11月27日） 「ストイック暗記王」アルコ&ピース酒井健太 恋人役

### ラジオ・CS・インターネット番組
- GyaOジョッキー 超サンミュージック 『髭男爵ナイト』（GyaO、2007年8月9日(#1) - 2009年8月13日(#24)、全24回放送）
- なでしこサンミュージック（ニコジョッキー、2011年8月12日 - 2013年10月18日(#22)・2014年3月7日(#23) 全23回放送）
- ロリィタ族。の元カレ全員芸人あるある（アール・エフ・ラジオ日本、2015年8月）
- ロリィタ族。の元カレ全員芸人あるある（「ラジカントロプスNEXT」内アール・エフ・ラジオ日本、2016年1月）

### DVD・Blu-ray
- 『伊集院光のばらえてぃー』シリーズ
  - 伊集院光のばらえてぃー  酩酊ドミノ ハイパーの巻（2012年3月21日、ホリプロ／ポニーキャニオン）
  - 伊集院光のばらえてぃー＋  本当は怖い話だった話の巻（2013年1月25日、ホリプロ／ポニーキャニオン）
  - 伊集院光のばらえてぃー＋  ランナーズハイでわっはっはの巻（2013年2月20日、ホリプロ／ポニーキャニオン）
  - 伊集院光のばらえてぃー＋  おぼえておぼえて6ヶ月の巻（2013年3月20日、ホリプロ／ポニーキャニオン）
- 『伊集院光のてれび』シリーズ
  - 伊集院光のてれび 完全版  真剣じゃんけん 女芸人編（2016年3月16日、ホリプロ／ポニーキャニオン）